# Tylorrhynchus chinensis
Tylorrhynchus chinensis är en ringmaskart som beskrevs av Grube 1868. Tylorrhynchus chinensis ingår i släktet Tylorrhynchus och familjen Nereididae. Inga underarter finns listade i Catalogue of Life.